# Сатирична поезія
| Література | Це незавершена стаття про літературу. Ви можете допомогти проєкту, виправивши або дописавши її. |

Сатирична поезія (лат. satira) — віршована гостра критика з висміюванням, а то й гнівним засудженням вад і негативних явищ у різних ділянках індивідуального, суспільного й політичного життя, суперечних із загальнообов'язковими принципами чи встановленими ідеалами.

## Українська сатирична поезія
В Україні сатирична поезія відома з найдавніших часів у народній творчості. У літературі розвинулася з XVI—XVII століття.
Гостро сатиричний характер мала поема Тараса Шевченка «Сон», як також окремі частини його поем «Єретик», «Кавказ», «І мертвим, і живим…», «Неофіти», його наслідування пророкам та окремі вірші: «П. С.», «Юродивий», «Я не нездужаю нівроку…», «Во Юдеї во дні они…», «Молитва», «Гімн чернечий», «Саул».
Із літературної творчості другої половини XIX століття до сатири можна зарахувати видатного сатирика Івана Франко (поема «Лис Микита», вірші «Сідоглавому», «Хлібороб», «О. Люнатикові», «Страшний суд»).
Провідними сатириками початку XX століття були Володимир Самійленко та Олександр Олесь. Політично тенденційна в дусі партійних настанов була сатира гумористів і байкарів в УРСР: Дмитра Білоуса, Сергія Воскрекасенка, Степана Олійника та інших. До сатиричних належать деякі вірші Павла Тичини зі збірки «Партія веде» .